# オクトーバーフェスト
座標: 北緯48度7分53秒 東経11度32分57秒 / 北緯48.13139度 東経11.54917度

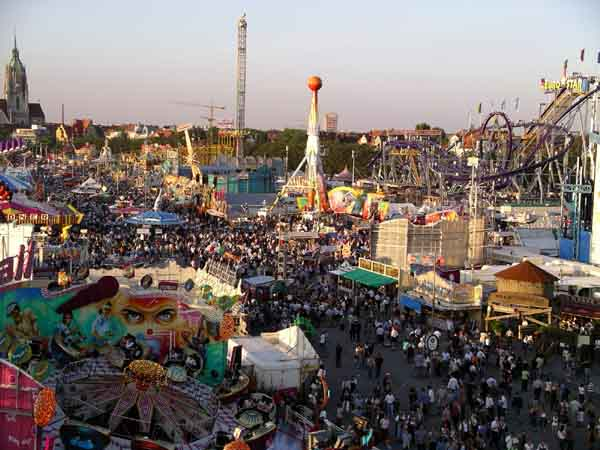
2003年のオクトーバーフェスト（観覧車から撮影）

オクトーバーフェスト（独：Oktoberfest）は、ドイツ、バイエルン州の州都ミュンヘンで開催される世界最大規模の祭りである。1810年以来ミュンヘン市内中心部のテレージエンヴィーゼ（Theresienwiese テレーゼの緑地という意）と呼ばれる広大な場所で9月半ばから10月上旬に開催され、毎年約600万人が訪れている。ヴィーゼ（緑地）のバイエルン語、ヴィーズン（Wiesn）という別称も頻繁に使われる。オクトーバーフェストに提供される特別のビールはフェストビアやヴィーゼンビア（Wiesnbier、緑地ビールの意）とも呼ばれている。5.8〜6.4%のアルコール度で醸造されている。

## 会場

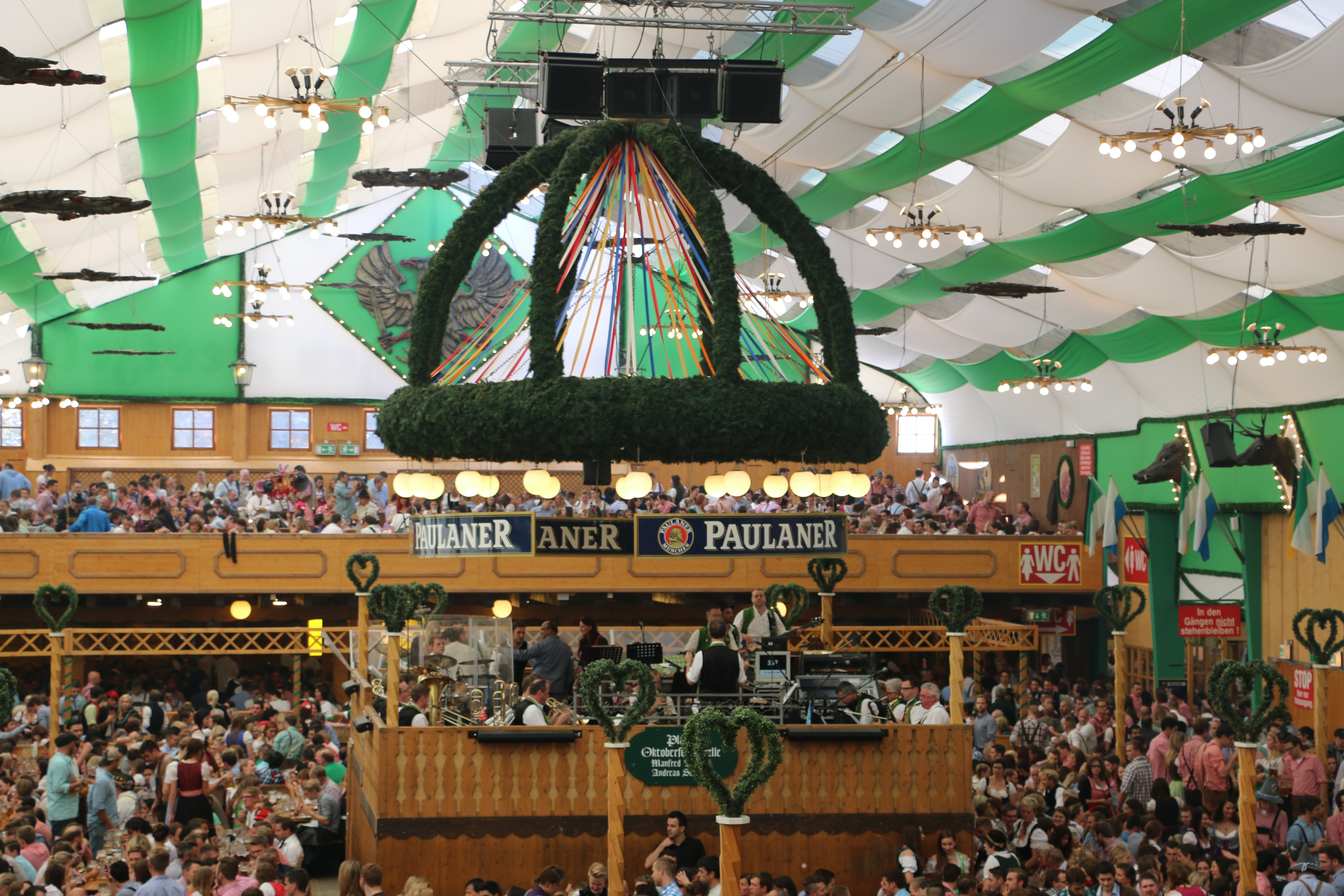
パウラナーのビアツェルト内部（2014年）

開催期間は10月の第1日曜日を最終日とする16日間。ただし1990年10月3日のドイツ再統一以後、第1日曜日が1日か2日となる場合には祝日であるドイツ統一の日の3日まで続けることとなった。そのため10月1日が日曜日の年は開催期間が18日と最長になる。会場のテレージエンヴィーゼは42ヘクタール（東京ドーム約9個分）の広大な敷地で、毎年数週間かけて固定式巨大テントや移動式遊園地を設置し、行事のあとは撤去する。
入場は無料で、飲食物を買う時や遊具に乗る時にその都度支払う。観覧車などの遊園地アトラクション、お化け屋敷や食べ物屋など日本の祭りの屋台に相当する店が揃う。しかし祭りの中心はビールや食べ物を出す仮設レストラン ビールテント（Bierzelt ビアツェルト）である。2007年現在、大手ビール会社や個人が運営する巨大ビールテント（Festhalle フェストハレ）が14棟、その他に小規模なビールテント（Wiesnzelt ヴィーズンツェルト）が並ぶ。平日午前10時、週末と祝日は午前9時に開き、全日午後11時30分に閉場する。会場の混雑と飲酒運転を避けるため、駐車場は少ししか設けられていない。その代わり、ミュンヘン地下鉄（Uバーン）の複数の路線が会場近くに駅を設けているほか、ミュンヘン都市圏鉄道（Sバーン）も利用可能で、会場には複数のタクシー乗り場もあり、公共交通機関が充実している。

## 催し物

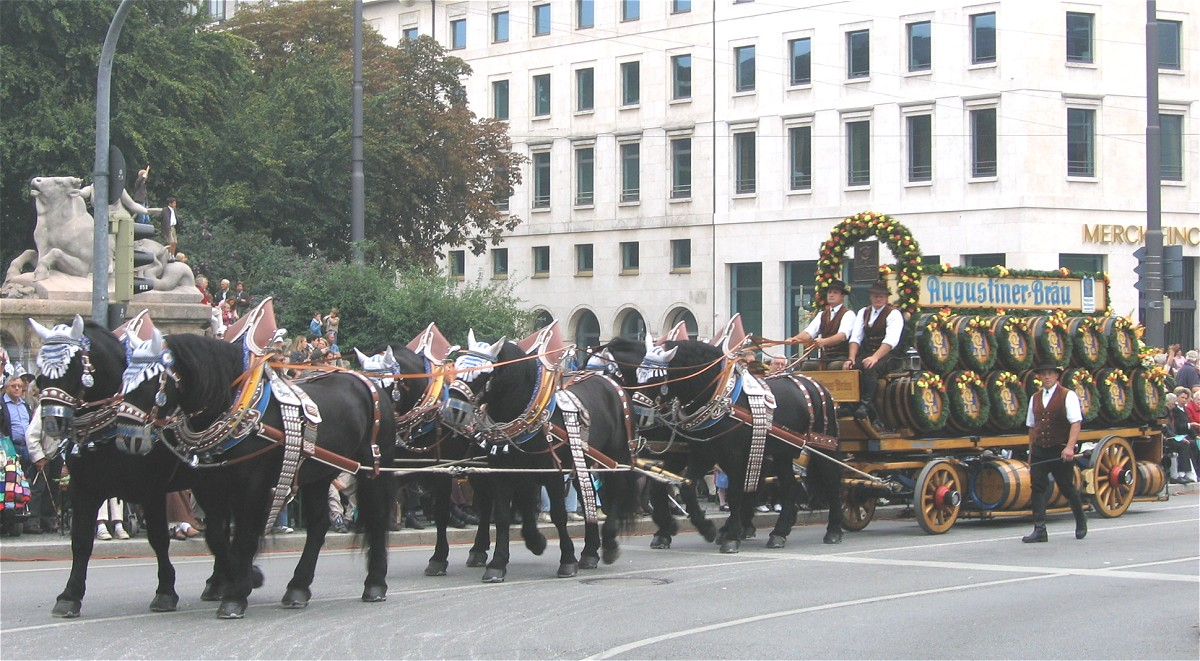
パレードを進む地元ミュンヘンの現存する最古のブルワリー、アウグスティーナ・ブロイ（Augustiner Bräu）の馬車

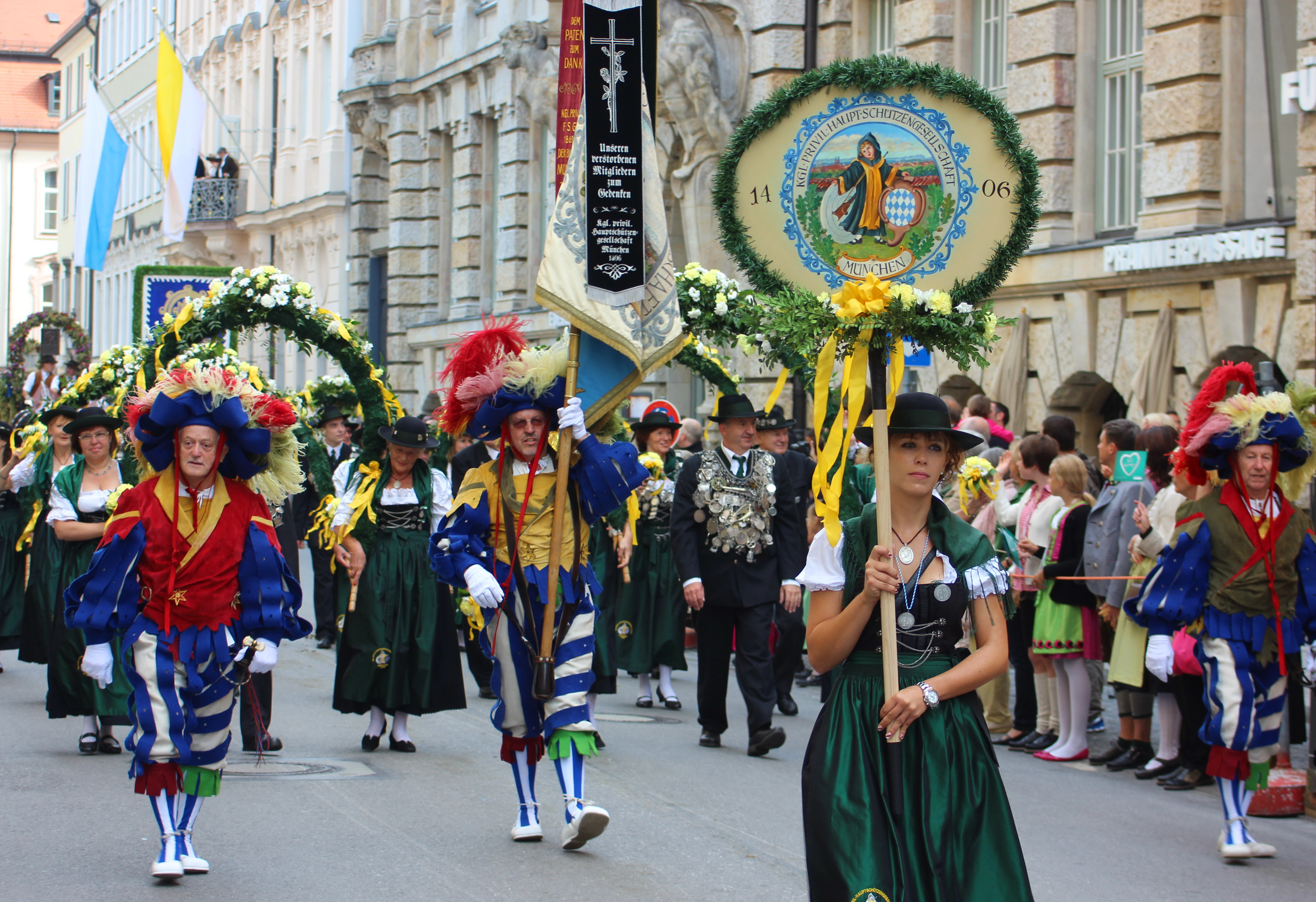
２日目のパレードを進むミュンヘン市民たち

オクトーバーフェスト初日には、まずミュンヘン市長とミュンヘンの市章ミュンヒナー・キンドル（Münchner Kindl）に扮して黒いフード付きマントを着た女性が馬に乗って先頭を行き、ビヤ樽を積んだ地元ブルワリーの馬車が続くフェスティバル運営者の顔見世パレードがある。正午にミュンヘン市長が最初のビヤ樽の栓を開けて"O'zapft is!"（ バイエルン方言で「酒が出たよ!」の意）と宣言することで正式にオクトーバーフェストが始まる。3月に製造して夏の間寝かせておいた味が濃く、アルコール分の高いオクトーバーフェスト用特別ビール（ヴィーズン・ビア）が、マス（Maß）と呼ばれる容量1リットルのビールジョッキに注がれる。最初のマスはバイエルン州首相に渡される。地元ミュンヘンのブルワリー（ビール醸造会社）だけが、オクトーバーフェスト用ビールをビールテント内で提供することを許可されている。
2日目にはバイエルン出身の8,000人が伝統的民族衣装を着て、マクシミリアン通りをミュンヘンの中心街を通ってオクトーバーフェストまで歩いていくパレードがある。
客は飲むだけでなく大いに食べる。食事は主にソーセージ、ヘンドゥル（鶏肉の丸焼き）、シュペッツレ（チーズや小麦粉で作った麺）、ザワークラウトといったボリュームのある伝統食や、バイエルン名物の雄牛のしっぽなどである。

## 歴史

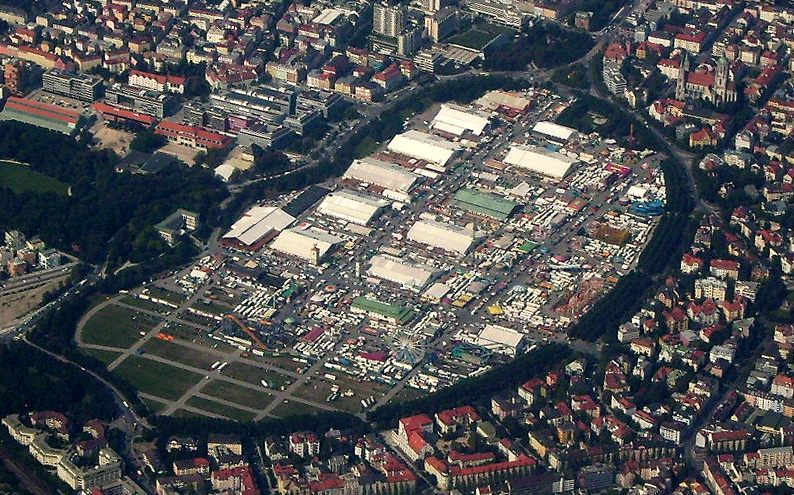
2006年の開会式の際のテレージエン緑地

### 第1回のオクトーバーフェスト
オクトーバーフェストは、以前はバイエルン州では、決して珍しいものではなかった。これは新しいビールの醸造シーズンの幕開けを祝う祭りで、どこでも開かれているようなものだったためである。現在でもエアランゲンなどには、ミュンヘンのオクトーバーフェストよりも歴史の古いビール祭りが例年6月頃に開かれている。
今日有名になった「ミュンヘンのオクトーバーフェスト」は、ドイツの他の各地の民族的な祭りや射撃大会を兼ねた祭りに比べると比較的新しい祭りといえる。バイエルン王国の王太子ルートヴィヒとテレーゼ・フォン・ザクセン=ヒルトブルクハウゼンの結婚式が、1810年10月に都市の城壁の前の緑地で行われた際に、大規模な競馬が催された。以来この緑地は、テレーゼ緑地と呼ばれるようになり、そこから口語では「緑地」（ヴィーゼ Wiese。ミュンヘン訛りではヴィーズン Wiesn）は、ほとんどオクトーバーフェストと同義に取られるようになった。第1回オクトーバーフェストとされる日が複数あるのは、結婚式が10月12日で、競馬が17日であったためである。
王太子ルートヴィヒは古代ギリシアに関心が深く、臣下に古代オリンピックの競技会のような祭りを開きたいと提案した。この提案が熱狂的な歓迎を受け、まず主としてスポーツ大会のような形でこの祭りが挙行された。これが今日、近代オリンピックの原型といわれるものである。バイエルンの王宮は市民を喜ばせるために、翌年も同じ時期に競馬を繰り返し開催すると発表、これによってオクトーバーフェストの伝統が始まったのである。

### 国民的祝祭への発展

#### 19世紀
1813年には、バイエルン王国がナポレオン戦争に巻き込まれたため中止の憂き目にあっている。その後、緑地は年々拡大していった。競馬場に、木登り場所、九柱戯場、ブランコが増え、陶器、銀器、そして1816年に装飾品などがもらえる福引場がオープンして、特に都市の貧困層を惹きつけた。1819年にはミュンヘンの町の市当局が祭りの開催を引き受けた。以来、オクトーバーフェストは毎年開催されるようになった。 

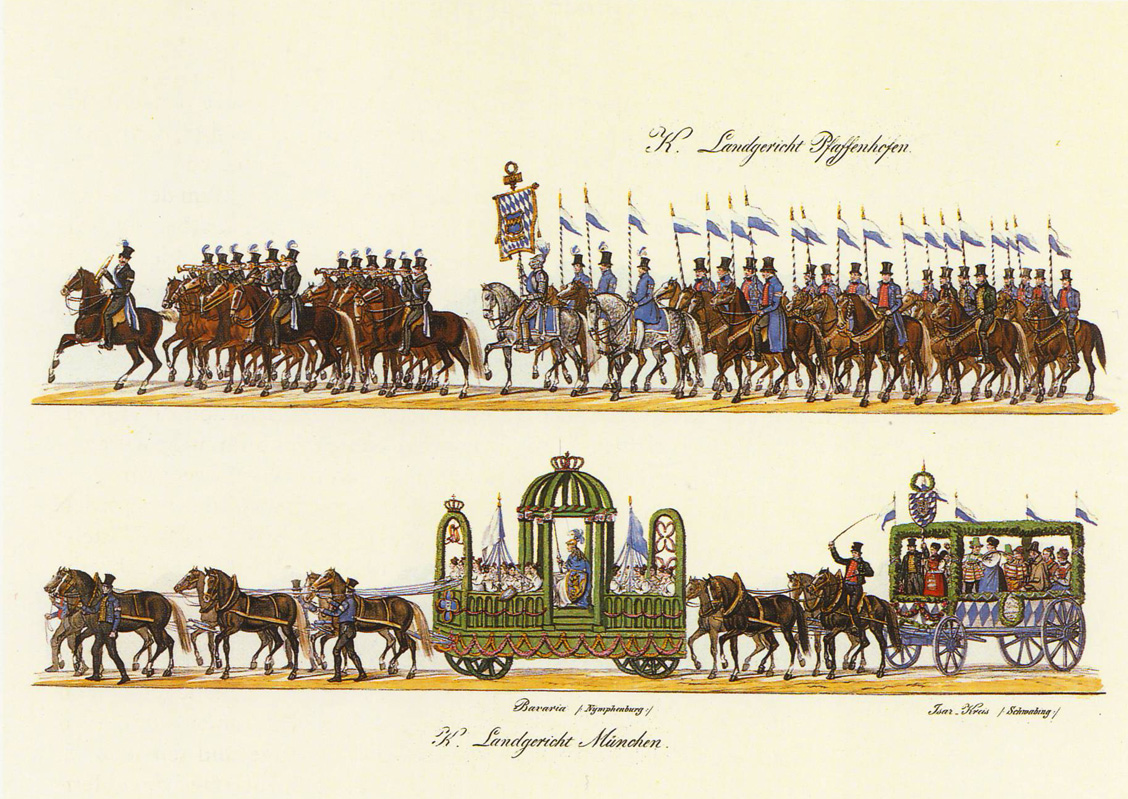
1835年のパレード

1835年にはバイエルン王となったルートヴィヒ1世とテレーゼの結婚25年を記念して、初めてパレードが行われた。1850年以降はパレードは毎年恒例のイベントとなり、オクトーバーフェストのメイン行事の一つとなっている。

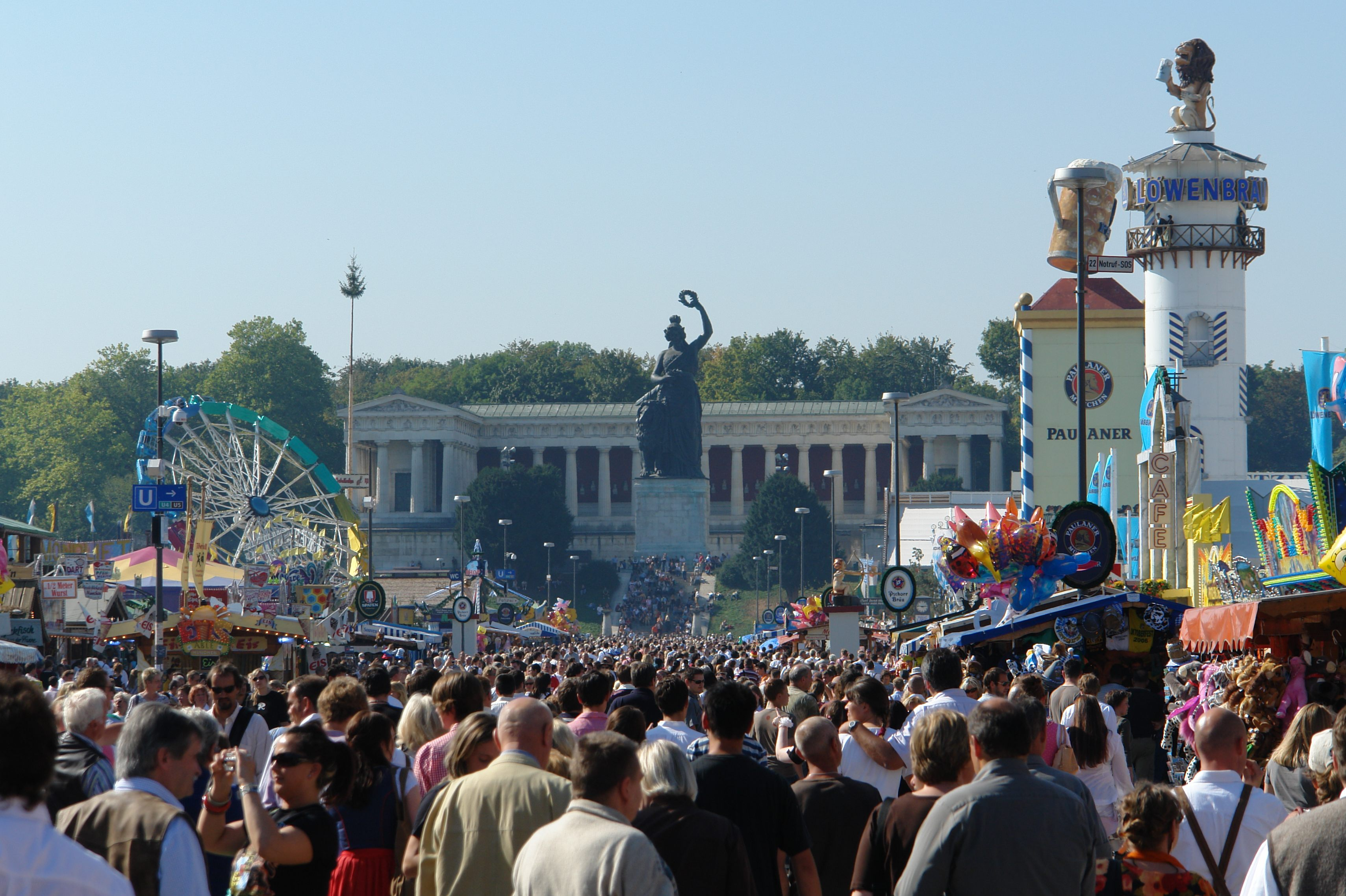
バヴァリア像―バイエルン王太子の婚礼を祝う記念碑

1850年に祭りの開催される緑地の端に、20メートルほどの高さの女性像バヴァリアが建てられ、祭りを見守るようになった。バイエルンの地の守護者とされるバヴァリアの銅像である。まず建築家レオ・フォン・クレンツェが古典的画風にスケッチしたものを、彫刻家ルートヴィヒ・ミヒャエル・シュヴァンターラー（Ludwig Michael Schwanthaler）がロマン主義風にドイツ化し、ヨハン・バプティスト・スティグルマイエル（Johann Baptist Stiglmaier）と甥のフェルディナント・フォン・ミラー （Ferdinand von Miller）が彫像した。1853年にはバヴァリア像の後ろにルーメスハレ（Ruhmeshalle 栄誉の殿堂）が完成した。
その後の何度か祭りの開催が流れている。その理由は2つあり、1854年と1873年はコレラの流行で、他は、1866年のプロイセン・オーストリア戦争、1870年の独仏戦争である。
19世紀末までに祭りは発展し、次第に国民的祝祭のレベルまで達した。それが今日では世界的に知られる祭りにまで発展した。開催期間は延び、また比較的温暖な9月に開催されるようになり、祭りの最後の週末のみが10月にかかるようになった。1880年には、市当局がビールの販売を許可し、400以上のブースやテントが電気の明かりで飾られた。1881年にはブラートヴルストと呼ばれる焼きソーセージその他を販売する移動店舗（Hendlbraterei）が初めて登場した。1887年に初めてオクトーバーフェストの運営スタッフとブルワリー関係者の入場が行われた。この催しでは見事に装飾された馬に乗ったブルワリーの一団とテント内で演奏するバンドが披露された。現在も毎年オクトーバーフェストの最初の日曜に行われ、祭りの正式な始まりを象徴するものである。
19世紀終わりまでビール・ブースと呼ばれる仮小屋の中にはスキトルズ（ボウリングの前身となったゲーム）のレーン、大きなダンスフロア、登って遊ぶための木などがあったが、音楽演奏会場に観客席を増やすために、醸造組合が醸造工場のあった跡に巨大なビアホールを建設した。同時期に、祭りはますます芸人や移動遊園地業者（回転木馬など）を引き寄せるようになり、これらがまた関心を集めるようになった。

#### 20世紀

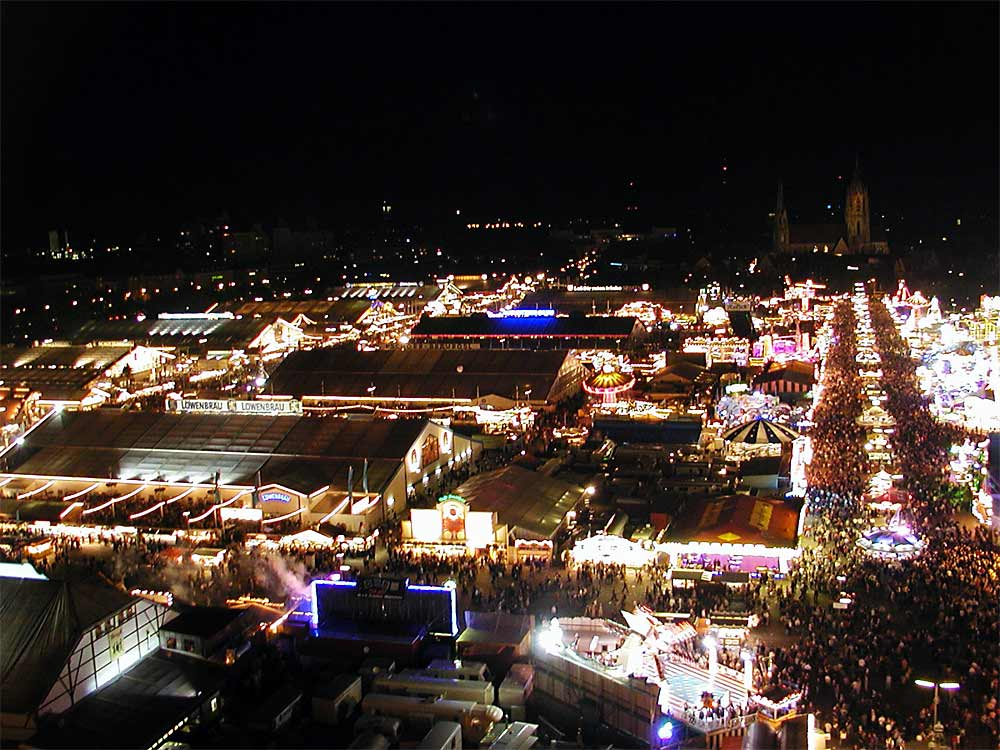
夜のオクトーバーフェスト（2003年）

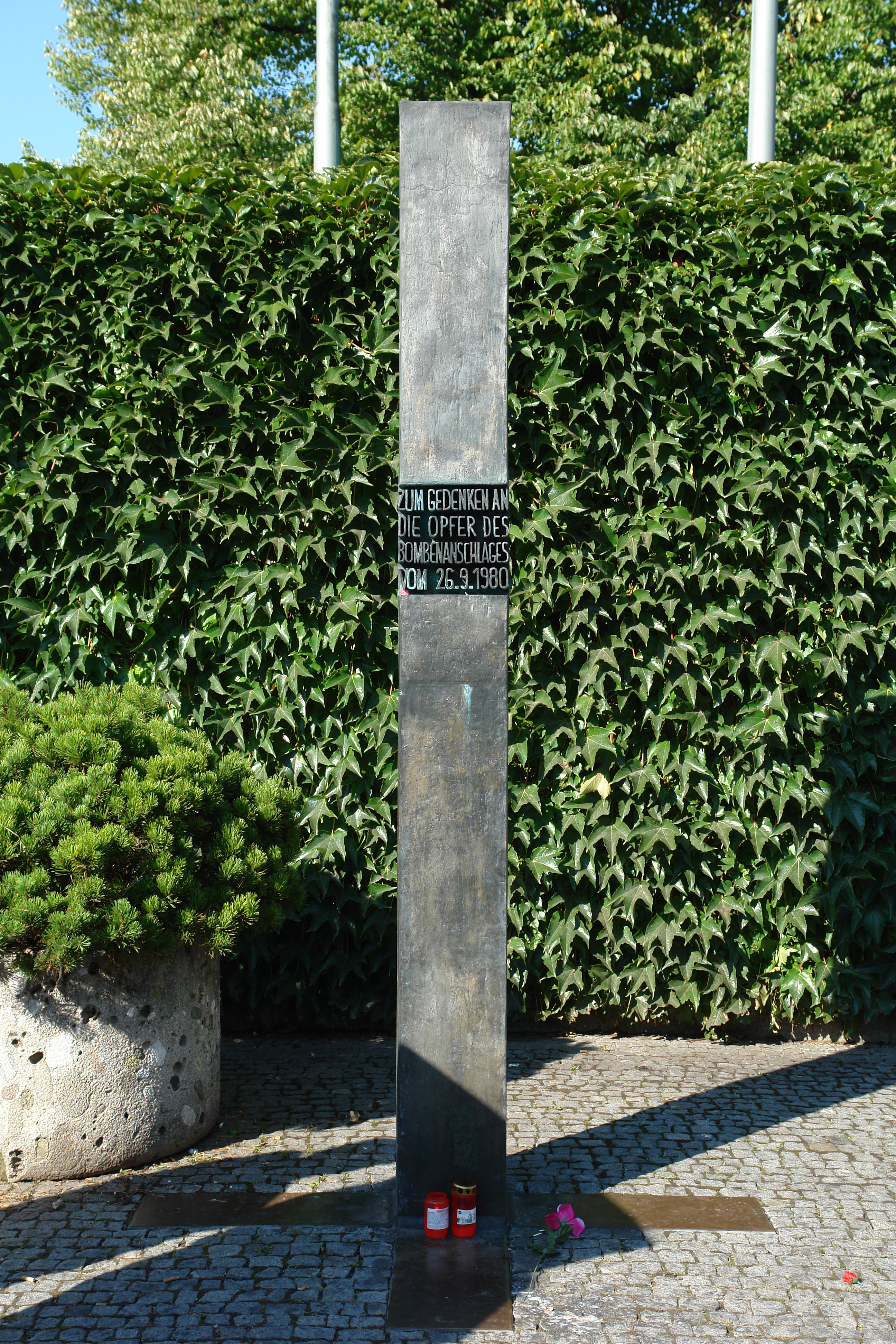
1980年の爆弾事件の記念碑

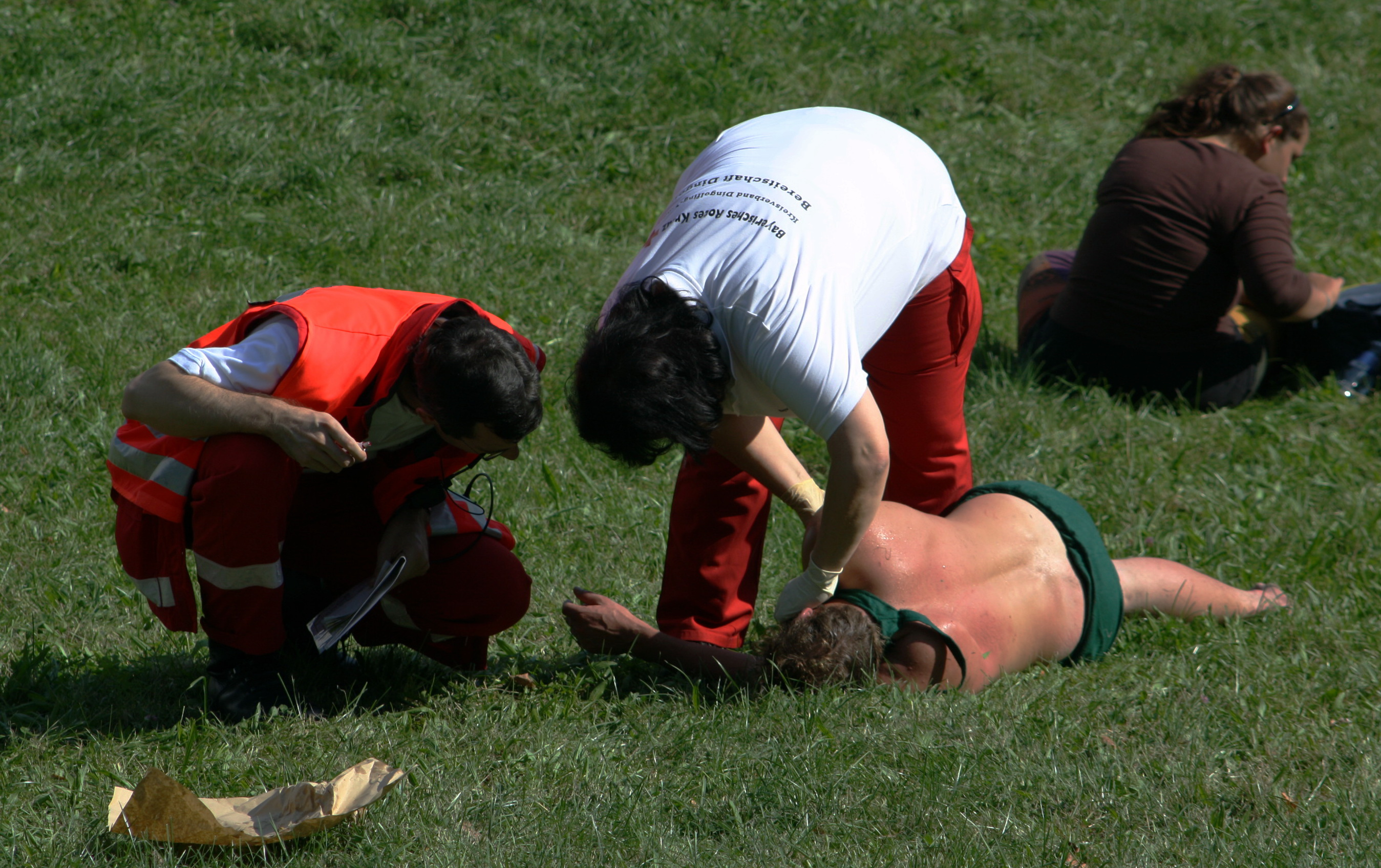
警備スタッフの介抱を受けるビアライヒェ

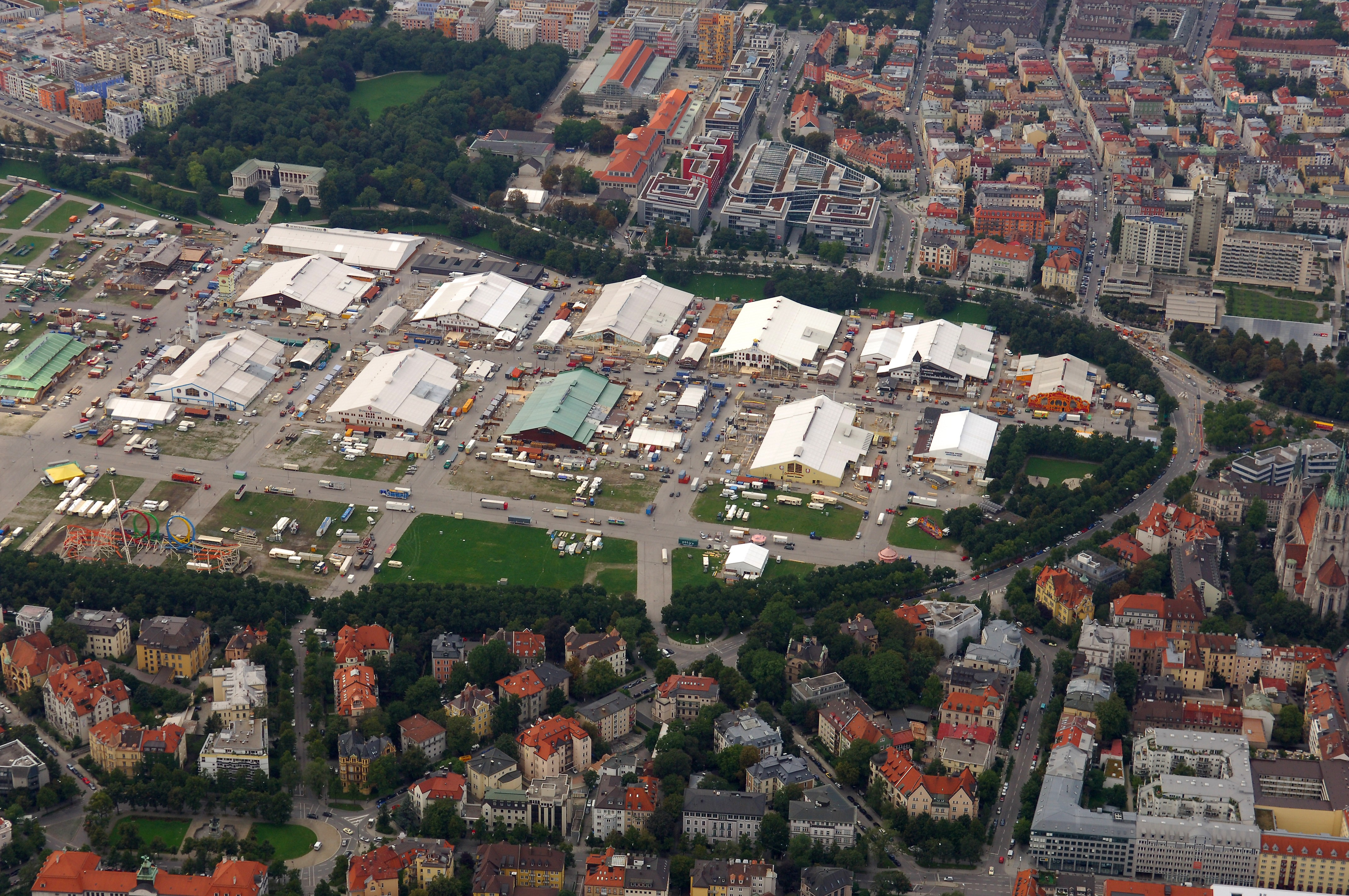
祭り会場の空撮

1910年、オクトーバーフェストは100回目を迎えた。この年は1,200キロリットルのビールが消費された。当時、最大のビアホール・テントであったブロイローズル（Bräurosl）には1万2000席の客席が用意された。2007年現在最大テントは1万人収容のホフブロイ=フェストハレ（Hofbräu-Festhalle）である。
1914年から1918年までは第一次世界大戦のため祭りは開催されていない。1919年・1920年にはささやかな秋の収穫祭として開かれただけで、1923年・1924年も世界的なインフレーションで中止された。1939年から1945年までの第二次世界大戦の間も、祭りは一度も開催されていない。
戦後の1946年から1948年までの3年間は小規模の収穫祭として最低限のレベルで行われたため、オクトーバーフェスト用のビール販売は禁止され、アルコール分2%以下のビールで済ませなければならなかった。オクトーバーフェストは初回から2007年現在までの197年の間に通算24回中止されていることになる。 
1950年オクトーバーフェストは、初めてミュンヘン市長トーマス・ヴィムマー（Thomas Wimmer）によるビールの樽の口開けによって祭りを開幕した。以降、正午の12の礼砲、現役ミュンヘン市長がオクトーバーフェスト用ビール樽を開栓し、"O'zapft is!"（バイエルン方言で「酒が開いたよ!」の意）と叫ぶ、というオープニング儀式は毎年恒例となっている。一方、競馬は1960年の150回目の記念式典を例外にもはや開催されなくなった。
1960年頃までには、オクトーバーフェストは世界的に広く知られた祭りとなった。まず近隣諸国や、日本、アメリカ、ニュージーランドの観光客がこの祭りに目をつけ、バイエルンの人びとと並んでビールに酔った。そして世界中にこのミュンヘの祭りを広めた。外国人観光客が作り上げたイメージが定着し、ドイツ人男性はゼナーハット（帽子）やレーダーホーゼンを、女性はディアンドル（エプロンドレス）を着るというスタイルができあがった。
オクトーバーフェストの歴史の中でも悲劇的な記念日となったのが、1980年9月26日である。午後10時19分、会場正面入り口にあるゴミ箱の中でパイプ爆弾が爆発した。13人が死亡、200人が負傷し、そのうち68人が重傷を負った。オクトーバーフェスト・テロ事件はドイツの歴史の中でも非常に被害の大きかった事件のひとつである。爆弾は消火器を空にしてモルタルの薬莢とTNT1.39キログラムが詰められたものだったとみられている。公的調査によると、バイエルンに隣接するバーデン=ヴュルテンベルク州 ドナウエッシンゲン市出身の極右主義者で社会的に見捨てられていた、グンドルフ・ケーラー（Gundolf Köhler）という当時21歳の男性1人による単独犯行で、仕掛けから離れるのに間に合わず爆発に巻き込まれて死亡したとされる。しかし、この見解は様々なグループから反論されている。
毎年自分のアルコール許容量を超えるほど飲んで気絶してしまう若者が多く出る。これらの酔っ払いはビアライヒェン（Bierleichen、単数形はビアライヒェ Bierleicheで、ドイツ語でビール死体の意味）と呼ばれる。彼らはスタッフによって急性アルコール中毒や他の病気を治療する医療テントまで連れて行かれる。

#### 21世紀
2005年、高齢者や家族連れも楽しめるよう「静かなオクトーバーフェスト」という概念が生まれた。ビール･テントは午後6時までは伝統的な管楽器などの静かな音楽しか流さず、85デシベル以下に抑えることになっている。午後6時以降はシュラーガー（Schlager）と言われるヨーロッパ・ポップ音楽や、ドイツのヒット曲、懐メロなどが大音響で流れ、酔った人々は歌い踊る。オクトーバーフェスト運営団体は、こうした制限を設けることで、派手な酔っ払いパーティーというイメージを払拭して伝統的なビールテントの雰囲気を保つよう務めている。
ドイツ国内で唯一残っているハス社（HUSS）製造の移動式アトラクション、エンタープライズ『モンドリフト』（Enterprise“Mondlift”）も2005年に復活し、毎年設置されるようになった。
2020年はコロナウイルス感染症による影響により中止となった。その後も世界的な状況は改善せず、続く2021年の開催も中止された。
2022年は、3年ぶりに開催された。

## 事実と統計数字

### 規模
1999年オクトーバーフェストには650万人が訪問し（ビール消費量は580万リットル）、世界で最も大きな祭りとなった。訪問者の72パーセントはバイエルン州在住、13パーセントはドイツの他州から、残り15パーセントはオーストリア、スイス、フランス、イタリアなどのEU諸国とアメリカ合衆国、オーストラリア、ニュージーランド、アジア諸国などのEU圏外からの訪問者である。オクトーバーフェストを小規模にした春祭りが同じ場所で4月から5月にかけてミュンヘン・フリューリンクスフェスト（Frühlingsfest）として催される。
ドイツ国内でミュンヘン以外の地域における大規模な祭りは、約400万人が訪れるノルトライン=ヴェストファーレン州デュッセルドルフのラインキルメス（Rheinkirmes ライン川畔最大の祭り）とブレーメン州ブレーメンのフライマルクト（Freimarkt 1935年に始まったドイツ最古で北ドイツ最大の祭り）である。次いで約300万人が訪れるシュトゥットガルトの ビール祭りカンシュタッター・フォルクスフェスト（Cannstatter Volksfest）、200万人が訪れるハノーファーの世界最大の射撃祭、シュッツェンフェスト・ハノーファー（Schützenfest Hannover）である。

### データ
| 年   | 期間              | 参加者数 （万人） | 特記事項     |
| ---- | ----------------- | ----------------- | ------------ |
| 2000 | 9月16日 - 10月3日 | 690               | 18日間       |
| 2001 | 9月22日 - 10月7日 | 550               |              |
| 2002 | 9月21日 - 10月6日 | 590               |              |
| 2003 | 9月20日 - 10月5日 | 630               |              |
| 2004 | 9月18日 - 10月3日 | 590               | ZLF*同時開催 |
| 2005 | 9月17日 - 10月3日 | 610               | 17日間       |
| 2006 | 9月16日 - 10月3日 | 650               | 18日間       |
| 2007 | 9月22日 - 10月7日 | 620               |              |

| 年   | 期間              | 参加者数 （万人） | 特記事項     |
| ---- | ----------------- | ----------------- | ------------ |
| 2008 | 9月20日 - 10月5日 | 600               | ZLF*同時開催 |
| 2009 | 9月19日 - 10月4日 | 570               |              |
| 2010 | 9月18日 - 10月3日 | 640               | 200周年      |
| 2011 | 9月17日 - 10月3日 | 690               | 17日間       |
| 2012 | 9月22日 - 10月7日 | 640               | ZLF*同時開催 |
| 2013 | 9月21日 - 10月6日 | 640               |              |
| 2014 | 9月20日 - 10月5日 | 630               |              |
| 2015 | 9月19日 - 10月4日 |                   |              |

### オクトーバーフェストの統計
- 12,000人がオクトーバーフェストで雇用された。そのうち1,600人がウェイトレスおよびウェイターである。
- 会場にはおよそ 100,000席が用意されている。
- 6つのビール醸造所：シュパーテン（Spaten）、アウグスティナー（Augustiner）、パウラナー（Paulaner）、ハッカープショール（Hacker-Pschorr）、ホフブロイ（Hofbräu）、レーヴェンブロイ（Löwenbräu）において、2006年には620万杯のビールを販売した[8]（2005年：600万杯 - 2004年：550万杯）。
- 丸焼きにされた牛は、102頭[8]。
- ソーセージは、219,443本。
- 照り焼きにされたチキンは、459,279羽。
- 来場者の60%が公共の交通機関を利用した[8]。

### ごみとトイレ
オクトーバーフェストでは毎年およそ1,000トンのごみが出る。ごみの山は翌朝の夜明け前に撤去される。清掃費用は一部ミュンヘン市が負担し、またスポンサーも拠出している。
2004年以降、トイレの待ち順番の列があまりにも長くなりすぎ、そのために警官が行列の整理をしなくてはならないほどになってきた。トイレ前の交通の渋滞を緩和するために、男性は小用だけであれば、そちら専用のトイレ“ピッソワール”（Pissoir）を利用するように求められる。こちらはかなり大きな鉄柵で囲まれたトイレである。トイレの施設は2005年に20%増設された。
来場者の多くが携帯電話で通話するためにトイレの個室に入るというケースがある。このため、2005年、トイレの周辺に携帯電話の通話を妨げるファラデーケージというシステムの導入が計画された。ただ、このようなシステムはドイツではまだ認可されておらず、その代案として、トイレの個室内で携帯電話を使用しないよう呼びかける掲示が貼られている。

## 世界各国のオクトーバーフェスト

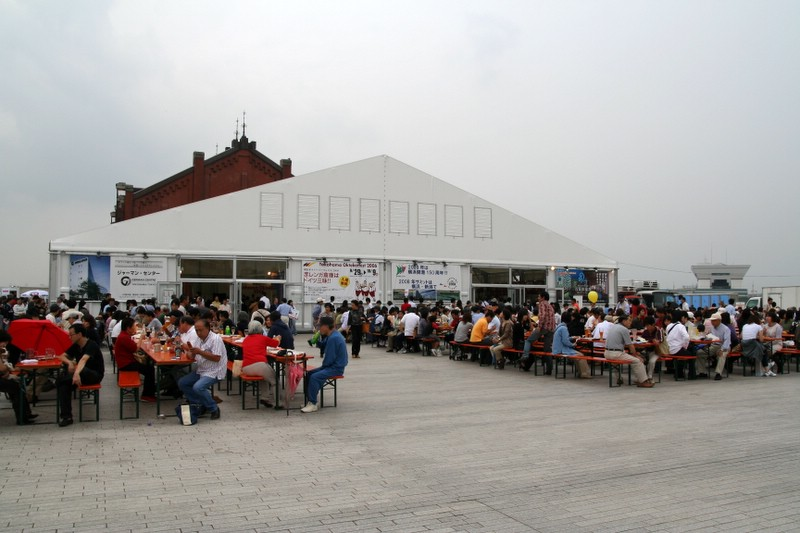
横浜オクトーバーフェスト

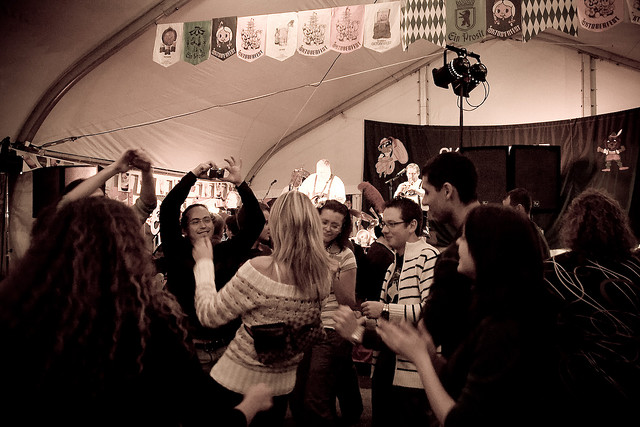
カナダ大バヴァリア祭

世界各地でもドイツ移民の多い土地や、ドイツ村のような地域おこしの一環として、カナダ、アメリカ合衆国、ブラジル、オーストラリア、香港などで本家ミュンヘンを真似たオクトーバーフェストが催されている（開催地の英語リスト）。ミュンヘンに次ぐ規模としてはカナダ・オンタリオ州のキッチナー・ウォータールー・オクトーバーフェスト、別名カナダ大バヴァリア祭が有名である。

### 日本
日本では神戸ドイツ学院や東京・横浜独逸学園の校内などで数十年前から小規模なオクトーバーフェストが行われてきた。1977年（昭和52年）9月20日・21日の両日18時〜21時、初めて一般人を対象にした本格的なオクトーバーフェストが大阪・梅田のアサヒビアハウスウメダ（現・スーパードライ梅田）で行われた。第1回の実行委員長はベルリンオリンピック金メダリストの葉室鐵夫だった。2002年（平成14年）に大規模な屋外開催で、かつ自由参加可能なタイプのオクトーバーフェストが横浜市の横浜赤レンガ倉庫前広場で行われた。
現在、日本におけるオクトーバーフェストといえば本場のオクトーバーフェストに擬した催でしかなく、イベント企業のプロモートの下に催される飲食イベントとしての意味合を持ち、9月・10月に催されるもの以外にもオクトーバーフェストの名前が冠せられる。これらはドイツ大使館ウェブサイトに情報が載っていたこともあるが、現在ドイツ大使館は協賛という立場である。しかし、本場ドイツから楽団が来日し、演奏を披露する会場も多い。
横浜赤レンガ倉庫前広場での開催以降、同様の形式でのイベントが横浜市、東京都、札幌市、秋田市、仙台市、日光市、さいたま市、千葉市、立川市、川崎市、上越市、松本市、金沢市、静岡市、浜松市、名古屋市、奈良市、大阪市、枚方市、神戸市、姫路市、和歌山市、広島市、松山市、高知市、山口市、北九州市、福岡市、長崎市、熊本市、大分市などで開催されている他、オクトーバーフェストを名乗らないものの同様のイベントが郡山市などで開催されている。
横浜オクトーバーフェストはミュンヘンとほぼ同時期に行われ、数十万人が訪れている。東京では日比谷公園をはじめ、芝公園や豊洲、お台場などで開催。2012年（平成24年）12月には東京ドームで国内最大規模のオクトーバーフェストが開催された。仙台では2006年（平成18年）から錦町公園で7月の「東北オクトーバーフェスト」（旧・仙台ジャーマンフェスト）と9月の「仙台オクトーバーフェスト」の年2回開催。また、仙台市では2012年（平成24年）6月8日から9月2日までの間に「オクトーバーフェストウィークエンド」を開催。